# 1932년 동계 올림픽 스피드스케이팅 남자 10000m
미국 레이크플래시드에서 열린 1932년 동계 올림픽 스피드 스케이팅의 남자 10000m 종목은 1932년 2월 5일, 6일, 8일에 진행됐다. 이 대회는 '팩 스타일 방식'으로 진행되었다. 이것은 북미에서 흔한 방식이었고, 미국과 캐나다 출신 선수들에게는 유럽 선수들보다 큰 이점이 되었다. 이번 대회에서도 저번 대회와 같이 문제가 있었는데, 경기가 중단되지는 않았다. 문제는 첫 번째 예선이 끝나고 난 후 알렉산더 허드와 에드윈 웨지가 항의했는데, 바퀴 수를 세지 않았다는 것이었다. 그래서 경기가 연기되었고, 2월 5일에 있었던 예선이, 2월 6일에 다시 진행되었다.

## 참가 국가
6개국에서 온 18명의 선수가 대회에 참가하였다.
| - 노르웨이 - 미국 - 스웨덴 |  | - 일본 - 캐나다 - 핀란드 |

## 기록
이번 대회 이전에 다음과 같은 세계 기록과 올림픽 기록이 세워져 있었다.
| 종류        | 기록       | 선수              | 장소         | 시간            |
| ----------- | ---------- | ----------------- | ------------ | --------------- |
| 세계 기록   | 17:17.4(*) | 아르만 칼센       | 다보스 (SUI) | 1928년 2월 5일  |
| 올림픽 기록 | 18:04.8    | 율리우스 스쿠트납 | 샤모니 (FRA) | 1924년 1월 27일 |

(*) 기록은 해발 1000m 이상 고도에서 치러졌고, 자연적으로 언 얼음 위에서 기록되었다. 

## 결과

### 예선
예선은 1932년 2월 5일 오후에 진행되었다.

#### 1조
| 순위 | 선수                      | 기록    | 통과 |
| ---- | ------------------------- | ------- | ---- |
| 1    | 알렉산더 허드 (CAN)       | 17:41.3 | (Q)  |
| 2    | 발렌타인 바이얼러스 (USA) | 불명    | (Q)  |
| 3    | 이바르 발랑그루 (NOR)     | 불명    | (Q)  |
| 4    | 에드윈 웨지 (USA)         | 불명    | (Q)  |
| 5    | 이시하라 쇼조 (JPN)       | 불명    |      |
| 6    | 미카엘 스타크스루 (NOR)   | 불명    |      |
| 7    | 오시 블롬크비스트 (FIN)   | 불명    |      |
| –    | 매리온 매카시 (CAN)       | DNF     |      |
| –    | 우루마 토메주 (JPN)       | DNF     |      |

#### 2조
| 순위 | 선수                    | 기록    | 통과 |
| ---- | ----------------------- | ------- | ---- |
| 1    | 에디 슈뢰더 (USA)       | 17:52.2 | (Q)  |
| 2    | 프랑크 스택 (CAN)       | 불명    | (Q)  |
| 3    | 어빙 제피 (CAN)         | 불명    | (Q)  |
| 4    | 베른트 에벤센 (NOR)     | 불명    | (Q)  |
| 5    | 한스 엥네스탕겐 (NOR)   | 불명    |      |
| 6    | 잉그바르 린드베리 (SWE) | 불명    |      |
| 7    | 기타니 도쿠오 (JPN)     | 불명    |      |
| –    | 가와무라 야스오 (JPN)   | DNF     |      |
| –    | 윌리 로건 (CAN)         | DNF     |      |

2개의 조의 예선이 끝난 후에 미국에서 온 심판인 요셉 K. 세비지가 1조의 알렉산더 허드와 에드윈 웨지가 항의한 내용을 3명의 기술 대표자에게 전했다. 영국의 허버트 J. 클라크, 핀란드의 바테르 야코브슨, 독일의 헤르만 클리베르그는 회의 끝에 다시 예선을 진행하기로 결정했다. 2개의 예선은 다음 날인 1932년 2월 6일에 다시 진행되었다.

### 예선 (재경기)

#### 1조 (재경기)
| 순위 | 선수                      | 기록    | 통과 |
| ---- | ------------------------- | ------- | ---- |
| 1    | 알렉산더 허드 (CAN)       | 17:56.2 | Q    |
| 2    | 이바르 발랑그루 (NOR)     | 불명    | Q    |
| 3    | 발렌타인 바이얼러스 (USA) | 불명    | Q    |
| 4    | 에드윈 웨지 (USA)         | 불명    | Q    |
| 5    | 오시 블롬크비스트 (FIN)   | 불명    |      |
| 6    | 미카엘 스타크스루 (NOR)   | 불명    |      |
| –    | 이사하라 쇼조 (JPN)       | DNF     |      |
| –    | 매리온 매카시 (CAN)       | DNF     |      |
| –    | 우루마 토메주 (JPN)       | DNF     |      |

#### 2조 (재경기)
| 순위 | 선수                    | 기록    | 통과 |
| ---- | ----------------------- | ------- | ---- |
| 1    | 어빙 제피 (USA)         | 18:05.4 | Q    |
| 2    | 프랑크 스택 (CAN)       | 불명    | Q    |
| 3    | 베른트 에벤센 (NOR)     | 불명    | Q    |
| 3    | 에디 슈뢰더 (USA)       | 불명    | Q    |
| 5    | 윌리 로건 (CAN)         | 불명    |      |
| 6    | 한스 엥네스탕겐 (NOR)   | 불명    |      |
| –    | 잉그바르 린드베리 (SWE) | DNF     |      |
| –    | 기타니 도쿠오 (JPN)     | DNF     |      |
| –    | 가와무라 야스오 (JPN)   | DNF     |      |

### 결선
| 순위 | 선수                      | 기록    |
| ---- | ------------------------- | ------- |
| 1    | 어빙 제피 (USA)           | 19:13.6 |
| 2    | 이바르 발랑그루 (NOR)     | 불명    |
| 3    | 프랑크 스택 (CAN)         | 불명    |
| 4    | 에드윈 웨지 (USA)         | 불명    |
| 5    | 발렌타인 바이얼러스 (USA) | 불명    |
| 6    | 베른트 에벤센 (NOR)       | 불명    |
| 7    | 알렉산더 허드 (CAN)       | 불명    |
| 8    | 에디 슈뢰더 (USA)         | 불명    |

## 메달 집계

### 메달리스트
| 종목        | 금               | 은                       | 동                   |
| ----------- | ---------------- | ------------------------ | -------------------- |
| 남자 10000m | 어빙 제피 · 미국 | 이바르 발랑루 · 노르웨이 | 프랑크 스택 · 캐나다 |

## 범례
|  | 세계 신기록                  |  |                   | 아프리카 신기록 |                      | Q | 예선 통과 |
|  | 올림픽 신기록                |  | 북아메리카 신기록 | DNS             | 경기를 시작하지 않음 |   |           |
|  |                              |  | 아시아 신기록     | DNF             | 경기를 마치지 않음   |   |           |
|  | 국가 신기록                  |  | 유럽 신기록       | DSQ             | 실격                 |   |           |
|  | 개인 최고 기록 (개인 신기록) |  | 오세아니아 신기록 | WD              | 기권                 |   |           |
|  | 시즌 최고 기록 (시즌 신기록) |  | 남아메리카 신기록 | NM              | 기록 없음            |   |           |

## 참조
- 올림픽 공식 리포트 보관됨 2008-04-10 - 웨이백 머신
- (폴란드어) Pawel, Wudarski (1999). “Wyniki Igrzysk Olimpijskich”. 2008년 10월 14일에 원본 문서에서 보존된 문서. 2006년 12월 17일에 확인함.